# Stegana melanostoma
Stegana melanostoma är en tvåvingeart som beskrevs av Chen 2008. Stegana melanostoma ingår i släktet Stegana och familjen daggflugor. Inga underarter finns listade i Catalogue of Life.